# Oberteisendorf
 Oberteisendorf ist ein Gemeindeteil des Marktes Teisendorf im Landkreis Berchtesgadener Land in Bayern.

## Geographie
Das Pfarrdorf liegt westlich von Teisendorf an der B 304. Durch den Ort fließt die Oberteisendorfer Ache, ein rechter Nebenfluss der Sur.

## Geschichte
Südlich von Oberteisendorf liegt die Ruine der Burg Raschenberg. Sie  wurde vermutlich im 12. Jahrhundert durch die Grafen von Plain erbaut. Ab 1219 ging sie in den Besitz der Herzöge von Bayern über, um 1275 an das Erzbistum Salzburg zu fallen. Bis 1803 gehörte das zugehörige Pfarrdorf Oberteisendorf zum Erzstift Salzburg, dann bis 1809 zum Herzogtum Salzburg. Am 19. September 1810 fiel es mit dem Rupertiwinkel an Bayern. Mit dem Gemeindeedikt von 1818 wurde die Landgemeinde Oberteisendorf gegründet, die die Orte Aschau, Brunnmeister, Feldel, Geislehen, Gemachmühle, Goppling, Grafenberg, Hammer, Hochmoos, Kirchsteg, Knapper, Kolberstatt, Kumpfmühle, Lohstampf, Obermoos, Oberwiesen, Ried, Schlinzgerhäusl, Speckmühle, Surmühl und Thumberg umfasste. Am 1. Januar 1972 wurde Rückstetten eingemeindet.
Bis zum 1. Mai 1978 war Oberteisendorf eine selbstständige Gemeinde. Seitdem ist sie ein Ortsteil von Teisendorf.

## Sehenswürdigkeiten
In der Liste der Baudenkmäler in Teisendorf sind für Oberteisendorf 15 Baudenkmäler aufgeführt.
- Die katholische Pfarrkirche St. Georg ist ein neugotischer Saalbau, ein Neubau aus dem Jahr 1952. Dabei wurde der Kirchturm vom Vorgängerbau, ein westlicher Fassadenturm mit einem Spitzhelm, einbezogen. Die angefügte Sakristei hat einen Treppenzugang.